# Daniel Anrig

Daniel Rudolf Anrig né le 10 juillet 1972 à Walenstadt, est un militaire suisse. Il est le 34e commandant de la Garde suisse pontificale de 1008 à 2015.

## Biographie
Après avoir grandi et à Sargans, Daniel Anrig a d’abord servi comme hallebardier dans la Garde suisse pontificale de 1992 à 1994. Puis il entre à l’Université de Fribourg, où il étudie le droit, et en sort diplômé en droit civil et droit canon en 1999. Durant ses études, il est membres de la société d'étudiants AKV Alemannia (affiliée à la SES).
En 2002, il devint chef de la police judiciaire du canton de Glaris, avant d’être nommé en mars 2006, commandant de la Police cantonale. À ce titre, il a été en en partie responsable d'un raid controversé de la police dans un centre de réfugiés en 2003.
Il est nommé au poste de commandant de la garde par le pape Benoît XVI le 19 août 2008 en remplacement de Elmar Theodor Mäder, et prend ses fonctions au mois de décembre suivant. En son honneur, Johann Schmidberger fait réaliser en 2009 une armure avec casque, ornée de ses armoiries familiales aux côtés de celles du pape.
En mai 2008, Daniel Anrig déclare à la veille de la prestation de serment de 32 nouveaux gardes suisses sur la chaîne de télévision privée Italia 1, ne pas être opposé au recrutement de femmes dans la garde : « Personnellement, je peux l'imaginer pour un jour ou l'autre ».
La période entre 2012 et 2014 est marquée par des querelles internes. Ainsi, en 2012, c’est le chef de la police du Vatican, Domenico Giani, et non Anrig, qui reçoit une distinction de l’association catholique internationale « Tu es Petrus » pour ses mérites en matière de sécurité du pape. Dans l’éloge, Giani est qualifié d’« ange gardien du pape ». Le 2 décembre 2014, la destitution d’Anrig survient de manière inattendue et est largement commentée dans les médias. Il aurait dirigé d’une main de fer et vécu dans un logement de luxe. Son style militaire aurait irrité le pape François. Le pape et d’anciens gardes démentent toutefois ces affirmations.
Après son départ de la Garde, Anrig est chef de la section d’état-major de la police de l'aéroport de Zurich, au sein de la police cantonale de Zurich (de). Cette nomination suscite certaines critiques,, et il reste à son poste de 2015 à 2020.
La commune valaisanne de Zermatt engage ensuite Anrig en novembre 2020 comme secrétaire communal avant de le licencier deux ans plus tard. Il a par ailleurs été chef de la sécurité à la Fête fédérale de lutte et des jeux alpestres et administrateur d'une sécurité de sécurité.
En 2024, le tribunal du district de Meilen le condamne à une peine de prison de dix mois avec sursis et à une amande de 1 000 CHF pour avoir menacé un homme avec une tronçonneuse.

## Distinctions
- Commandeur de l'ordre de Saint-Sylvestre
- Commandeur de l'ordre de Saint-Grégoire-le-Grand
- Commandeur de l'ordre du Mérite de la République italienne‎